# Robert Wilms (Mediziner)

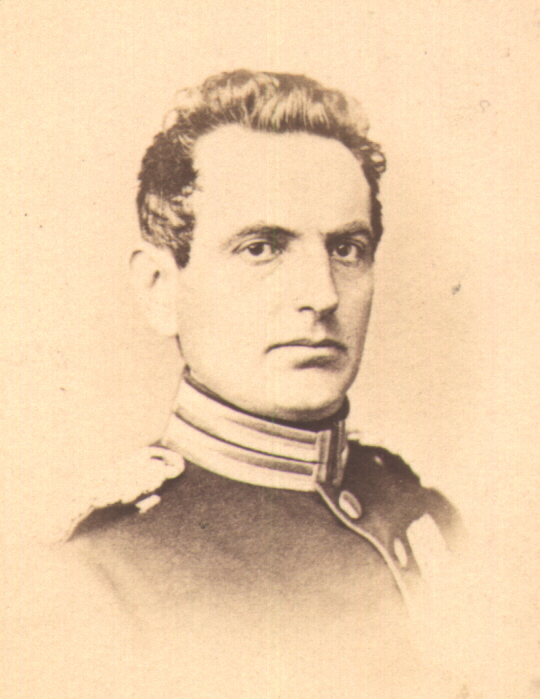
Robert Wilms

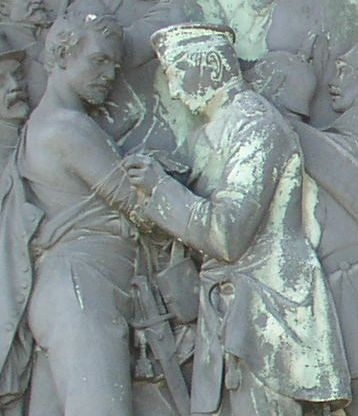
Generalarzt Dr. Wilms versorgt einen Verwundeten, 1870/71. Relief an der Berliner Siegessäule

Robert Friedrich Wilms (* 9. September 1824 in Arnswalde in der Neumark; † 24. September 1880 in Berlin) war ein preußisch-deutscher Chirurg und Chefarzt in Berlin.

## Leben
Geboren als Sohn eines Apothekers, siedelte Robert F. Wilms schon früh mit seinen Eltern nach Stargard in Pommern über, wo er das Gymnasium besuchte. Von 1842 bis 1846 studierte er an der Friedrich-Wilhelms-Universität zu Berlin, wurde Assistent bei Johannes Müller und trat 1847, nachdem er das Staatsexamen gemacht hatte, eine wissenschaftliche Reise nach Prag und Wien an, nach der er 1848 in die soeben eröffnete Kranken- und Diakonissenanstalt Bethanien in Berlin als Assistenzarzt eintrat.
Dort wandte er sich mehr und mehr der Chirurgie zu und wurde 1852 ordinierender Arzt und 1862 Chefarzt der Chirurgischen Abteilung in „Bethanien“. Bald zum Geheimen Sanitätsrat ernannt, wurde er 1858 auch ständiges Mitglied der Oberexaminationskommission für das Fach der Chirurgie.
Unter seiner Leitung konnte sich das Krankenhaus als ein Zentrum der Chirurgie etablieren, so dass sich junge Ärzte um eine Assistentenstelle bemühten. Zu seinen Schülern gehörten:
- Werner Körte (1853–1937)
- Ernst Küster
- Edmund Rose
- Karl Schönborn

Parallel zur Tätigkeit als Chefarzt, jedoch außerhalb der Universität führte Wilms in Berlin eine Privatpraxis.
Im Jahre 1861 wurde er Leibarzt des Prinzen Georg von Preußen. Wilms beteiligte sich als konsultierender Generalarzt an den Kriegen 1866 (Deutscher Krieg) und 1870/71 (Deutsch-Französischer Krieg) und erhielt hierfür das Eiserne Kreuz erster Klasse. 1866 berief man ihn in die Kommission für die Reform des Militärmedizinwesens und als Examinator in die Prüfungskommission für Oberstabsärzte.
Robert Wilms starb am 24. September 1880 in Berlin im Alter von 56 Jahren an den Folgen einer Infektion, die er sich bei einer seiner Operationen zugezogen hatte. Der Anstaltsgeistliche von „Bethanien“, Hugo Nehmiz, hielt nach Überführung des Metallsarges mit einer Pferdekutsche vom Wohnhaus in der Berliner Mohrenstraße 41 in die Kapelle des Diakonissen-Krankenhauses eine kurze Gedenkrede und der Berliner evangelische Geistliche Julius Müllensiefen von der Marienkirche die Predigt in Anwesenheit von prominenten Trauernden. Darunter befanden sich der preußische Kronprinz und der Kriegsminister von Kameke sowie medizinische Berufskollegen vom Militär und aus der Zivilgesellschaft.
Beigesetzt wurde er auf dem Friedhof II der Jerusalems- und Neuen Kirche vor dem Halleschen Tor. Das Grab ist erhalten.

## Spezialgebiet
Wilms hat eine Renaissance des Luftröhrenschnitt bei Diphtherie herbeigeführt. Auch verfeinerte er die Operationstechnik beim Schnitt an der äußeren Harnröhre (Urethrotomie). – Gemeinsam mit seinem Kollegen Bernhard von Langenbeck gehörte Robert Ferdinand Wilms zu den Chirurgen und Diagnostikern von weitreichender Bedeutung.

## Ehrungen
1883 ehrte die Stadt Berlin das Wirken von Robert Wilms mit der Anlage eines Denkmals, das sich bis zum Zweiten Weltkrieg vor dem Portal des Krankenhauses Bethanien befand. Seit 1956 steht von der Anlage lediglich noch die von Rudolf Siemering geschaffene Büste südöstlich vor dem Eingang zum jetzigen Künstlerhaus Bethanien.
Seit 1892 gibt es im Stadtteil Kreuzberg – westlich des Krankenhauses Am Urban – die zu Ehren von Robert Wilms benannte Wilmsstraße.

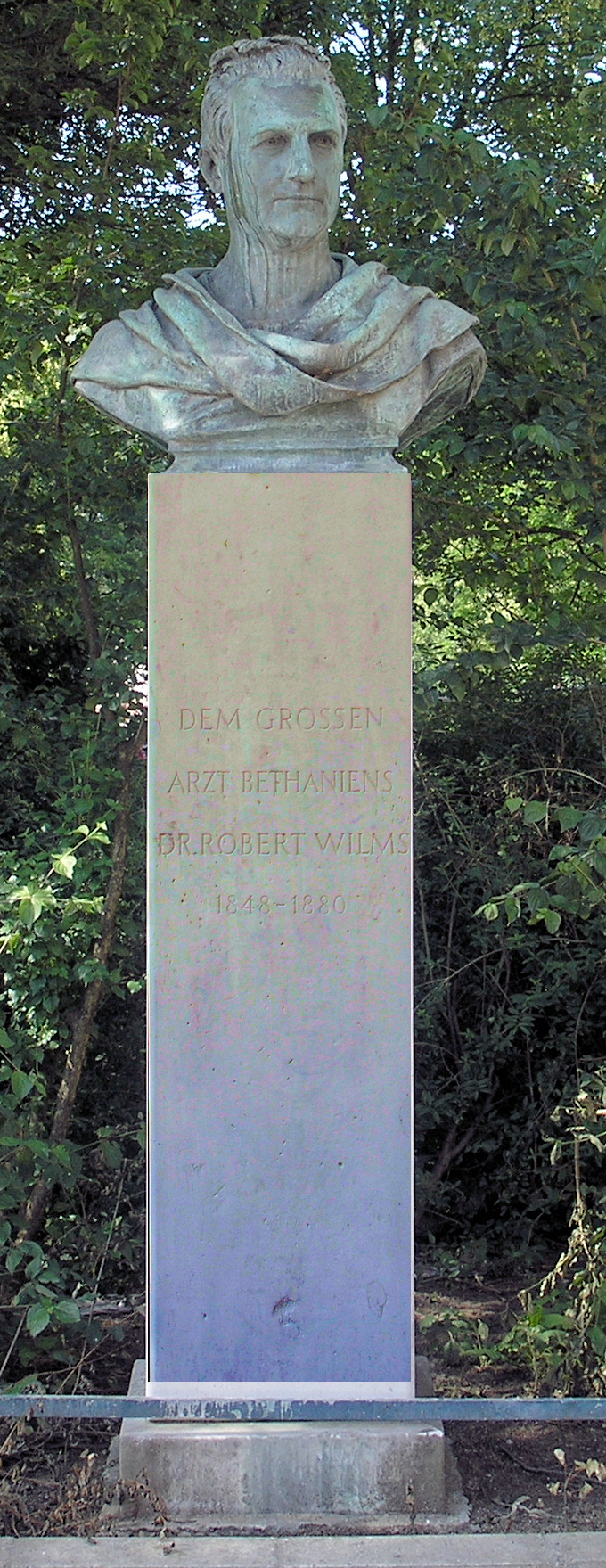
Gedenkstele am Mariannenplatz 2, in Berlin-Kreuzberg

## Würdigung
Wilms hat sich weder als öffentlicher Lehrer noch als Schriftsteller berühmt gemacht; er war aber neben Bernhard von Langenbeck der gesuchteste Arzt und berühmteste Diagnostiker und Operateur in Berlin. Außerdem hat er sich Verdienste vor allem durch eine Verbesserung der hygienischen Verhältnisse in Bethanien erworben, wo man zu seiner Zeit noch immer die Anstalt mit den Wassern aus dem Luisenstädtischen Kanal reinigte. Wilms versuchte vergeblich, auf die ungenügende Hygiene im Haus aufmerksam zu machen, und als ihm immer mehr erfolgreich operierte Patienten an Infektionen starben, schlug er in seiner Verzweiflung sein Lager im Garten auf und operierte fortan in einem gut durchlüfteten Militärzelt im Freien. Er verfasste zudem eine umfassende Klageschrift; in dieser beschwerte er sich auf fünfzig Seiten über „die infizierte Leinwand der Operationszelte, die zu dichte Bepflanzung der Gärten, ungenügende Ventilation in den Krankenzimmern“, Gartendüngung, mangelnde Sauberkeit der Diakonissenkleidung, den sorglosen Umgang mit Küchenabfällen und dem Kanalwasser, das Fehlen einer Isolierbaracke, die Infizierung des Erdbodens im Hof durch Senkgruben und das schlechte Brunnenwasser.
Obgleich er niemals eine eigene Lehrtätigkeit entwickelt hat, ist doch aus seiner Schule eine Reihe ausgezeichneter Chirurgen hervorgegangen. 1883 wurde seine von Siemering modellierte Büste in Berlin neben dem Eingangsportal des heutigen Kunstquartiers Bethanien aufgestellt, die – im Zweiten Weltkrieg zerstört – 1956 rekonstruiert wurde.